# Sukaramai I (Medan Area)
Sukaramai I is een bestuurslaag in het regentschap Medan van de provincie Noord-Sumatra, Indonesië. Sukaramai I telt 8247 inwoners (volkstelling 2010).